# Carine Russo
Carine Russo (Luik, 1 mei 1962) is een voormalig Belgisch politica van Ecolo.

## Levensloop
In 1982 huwde zij met Gino Russo. In 1986 werd hun dochter Melissa geboren. Op 24 juni 1995 werd Melissa samen met Julie Lejeune ontvoerd door Marc Dutroux. Hun lichamen werden in augustus 1996 teruggevonden. In oktober van datzelfde jaar organiseerden ze samen met de ouders van de andere verdwenen kinderen de Witte Mars.
In 2007 werd Russo gecoöpteerd senator namens Ecolo. In 2009 kondigde ze via een brief aan dat ze de Senaat verliet wegens gezondheidsredenen en omdat ze  moeilijkheden had om zich aan te passen aan het politieke en parlementaire leven.